# Bahnstrecke Salta–Antofagasta
| |                     |                                             |                                             |
| Streckennummer: | Ramal C-14          |                                             |                                             |
| Spurweite: | 1000 mm (Meterspur) |                                             |                                             |
| |                     |                                             |                                             |
| \| \| \| von General Güemes \| \| \| \| 1132,6 \| Salta \| 1187 m \| \| \| \| \| \| \| \| 1149,8 \| Cerrillos (ehem. Bf.) \| 1260 m \| \| \| \| nach Alemanía \| \| \| \| 1162,3 \| Rosario de Lerma (ehem. Bf.) \| 1332 m \| \| \| 1173,0 \| Campo Quijano \| 1520 m \| \| \| 1176,3 \| Virrey Toledo \| 1587 m \| \| \| 1185,8 \| El Alisal \| 1806 m \| \| \| \| \| \| \| \| 1199,1 \| Chorrillos \| 2111 m \| \| \| 1210,9 \| Ingeniero Maury \| 2358 m \| \| \| 1224,1 \| Gobernador Manuel Solá \| 2556 m \| \| \| 1233,3 \| Puerta Tastil \| 2675 m \| \| \| \| Quebrada del Toro \| \| \| \| \| Tacuara \| 3036 m \| \| \| \| Meseta \| 2844 m \| \| \| \| Primer rulo \| \| \| \| \| Segundo rulo mit Túnel n° 9 \| \| \| \| 1263,9 \| Diego de Almagro \| 3503 m \| \| \| \| Incahuasi \| 3553 m \| \| \| 1288,7 \| Cachiñal \| 3739 m \| \| \| 1307,6 \| Muñano \| 3952 m \| \| \| \| Los Patos \| 3842 m \| \| \| 1328,9 \| San Antonio de los Cobres \| 3774 m \| \| \| 1347,9 \| Mina Concordia \| 4144 m \| \| \| 1350,2 \| Viaducto La Polvorilla \| 4188 m \| \| \| \| Viaducto La Polvorilla \| \| \| \| 1368,0 \| Desvío \| Desvío \| \| \| \| Olacapato \| \| \| \| \| Agua Blanca \| \| \| \| \| Laguna Seca \| \| \| \| \| Salar de Pocitos \| \| \| \| \| Unquillal \| \| \| \| 1506,0 \| Estación Km. 1506 \| Estación Km. 1506 \| \| \| \| Tolar Grande \| \| \| \| \| Taca Taca \| \| \| \| 1599,6 \| Vega de Arizaro \| Vega de Arizaro \| \| \| \| Caipe \| \| \| \| 1644,4 \| Chuculaqui \| Chuculaqui \| \| \| 1703,7 \| Socompa (Argentinien) \| 3858 m \| \| \| 1703,9 \| Argentinien / Chile \| Argentinien / Chile \| \| \| \| Socompa (Chile) \| 3858 m \| \| \| \| Monturaqui \| \| \| \| \| Neuraca \| \| \| \| \| Punta Rieles \| \| \| \| \| Pan de Azucar \| \| \| \| \| Imilac \| \| \| \| \| Adolfo Zaldivar \| \| \| \| \| Alcalde Poblete \| \| \| \| \| Augusta Victoria \| \| \| \| \| Cerro Negro \| \| \| \| \| Palestina \| \| \| \| \| von Copiapó \| \| \| \| \| Antofagasta \| 119 m \| \| \| \| Ferrocarril de Antofagasta a Bolivia (FCAB) \| \| |                     |                                             |                                             |
| Strecke |                     | von General Güemes                          | von General Güemes                          |
| Bahnhof | 1132,6              | Salta                                       | 1187 m                                      |
| |                     |                                             |                                             |
| Haltepunkt / Haltestelle | 1149,8              | Cerrillos (ehem. Bf.)                       | 1260 m                                      |
| Abzweig geradeaus und ehemals nach links |                     | nach Alemanía                               | nach Alemanía                               |
| Haltepunkt / Haltestelle | 1162,3              | Rosario de Lerma (ehem. Bf.)                | 1332 m                                      |
| Bahnhof | 1173,0              | Campo Quijano                               | 1520 m                                      |
| Haltepunkt / Haltestelle | 1176,3              | Virrey Toledo                               | 1587 m                                      |
| Bahnhof | 1185,8              | El Alisal                                   | 1806 m                                      |
| Spitzkehrbahnhof rechts |                     |                                             |                                             |
| Spitzkehrbahnhof links | 1199,1              | Chorrillos                                  | 2111 m                                      |
| Bahnhof | 1210,9              | Ingeniero Maury                             | 2358 m                                      |
| Bahnhof | 1224,1              | Gobernador Manuel Solá                      | 2556 m                                      |
| Bahnhof | 1233,3              | Puerta Tastil                               | 2675 m                                      |
| Brücke über Wasserlauf |                     | Quebrada del Toro                           | Quebrada del Toro                           |
| Haltepunkt / Haltestelle |                     | Tacuara                                     | 3036 m                                      |
| Bahnhof |                     | Meseta                                      | 2844 m                                      |
| Strecke von rechts und von rechts |                     | Primer rulo                                 | Primer rulo                                 |
| Strecke von rechts und von rechts |                     | Segundo rulo mit Túnel n° 9                 | Segundo rulo mit Túnel n° 9                 |
| Bahnhof | 1263,9              | Diego de Almagro                            | 3503 m                                      |
| Haltepunkt / Haltestelle |                     | Incahuasi                                   | 3553 m                                      |
| Bahnhof | 1288,7              | Cachiñal                                    | 3739 m                                      |
| Bahnhof | 1307,6              | Muñano                                      | 3952 m                                      |
| Haltepunkt / Haltestelle |                     | Los Patos                                   | 3842 m                                      |
| Bahnhof | 1328,9              | San Antonio de los Cobres                   | 3774 m                                      |
| Bahnhof | 1347,9              | Mina Concordia                              | 4144 m                                      |
| Haltepunkt / Haltestelle | 1350,2              | Viaducto La Polvorilla                      | 4188 m                                      |
| Brücke |                     | Viaducto La Polvorilla                      | Viaducto La Polvorilla                      |
| Bahnhof | 1368,0              | Desvío                                      | Desvío                                      |
| Bahnhof |                     | Olacapato                                   | Olacapato                                   |
| Bahnhof |                     | Agua Blanca                                 | Agua Blanca                                 |
| Bahnhof |                     | Laguna Seca                                 | Laguna Seca                                 |
| Bahnhof |                     | Salar de Pocitos                            | Salar de Pocitos                            |
| Bahnhof |                     | Unquillal                                   | Unquillal                                   |
| Bahnhof | 1506,0              | Estación Km. 1506                           | Estación Km. 1506                           |
| Bahnhof |                     | Tolar Grande                                | Tolar Grande                                |
| Bahnhof |                     | Taca Taca                                   | Taca Taca                                   |
| Bahnhof | 1599,6              | Vega de Arizaro                             | Vega de Arizaro                             |
| Bahnhof |                     | Caipe                                       | Caipe                                       |
| Bahnhof | 1644,4              | Chuculaqui                                  | Chuculaqui                                  |
| Bahnhof | 1703,7              | Socompa (Argentinien)                       | 3858 m                                      |
| Grenze | 1703,9              | Argentinien / Chile                         | Argentinien / Chile                         |
| Bahnhof |                     | Socompa (Chile)                             | 3858 m                                      |
| Bahnhof |                     | Monturaqui                                  | Monturaqui                                  |
| Bahnhof |                     | Neuraca                                     | Neuraca                                     |
| Bahnhof |                     | Punta Rieles                                | Punta Rieles                                |
| Bahnhof |                     | Pan de Azucar                               | Pan de Azucar                               |
| Bahnhof |                     | Imilac                                      | Imilac                                      |
| Bahnhof |                     | Adolfo Zaldivar                             | Adolfo Zaldivar                             |
| Bahnhof |                     | Alcalde Poblete                             | Alcalde Poblete                             |
| Bahnhof |                     | Augusta Victoria                            | Augusta Victoria                            |
| Bahnhof |                     | Cerro Negro                                 | Cerro Negro                                 |
| Kreuzung |                     | Palestina                                   | Palestina                                   |
| Abzweig geradeaus und von links |                     | von Copiapó                                 | von Copiapó                                 |
| Bahnhof |                     | Antofagasta                                 | 119 m                                       |
| Strecke |                     | Ferrocarril de Antofagasta a Bolivia (FCAB) | Ferrocarril de Antofagasta a Bolivia (FCAB) |

Die Bahnstrecke Salta–Antofagasta verbindet die argentinische Stadt Salta in der Provinz Salta mit Antofagasta in der Nordregion Chiles am Pazifischen Ozean. Auf einem Teilabschnitt verkehrt der Tren a las nubes („Zug in die Wolken“).

## Strecke

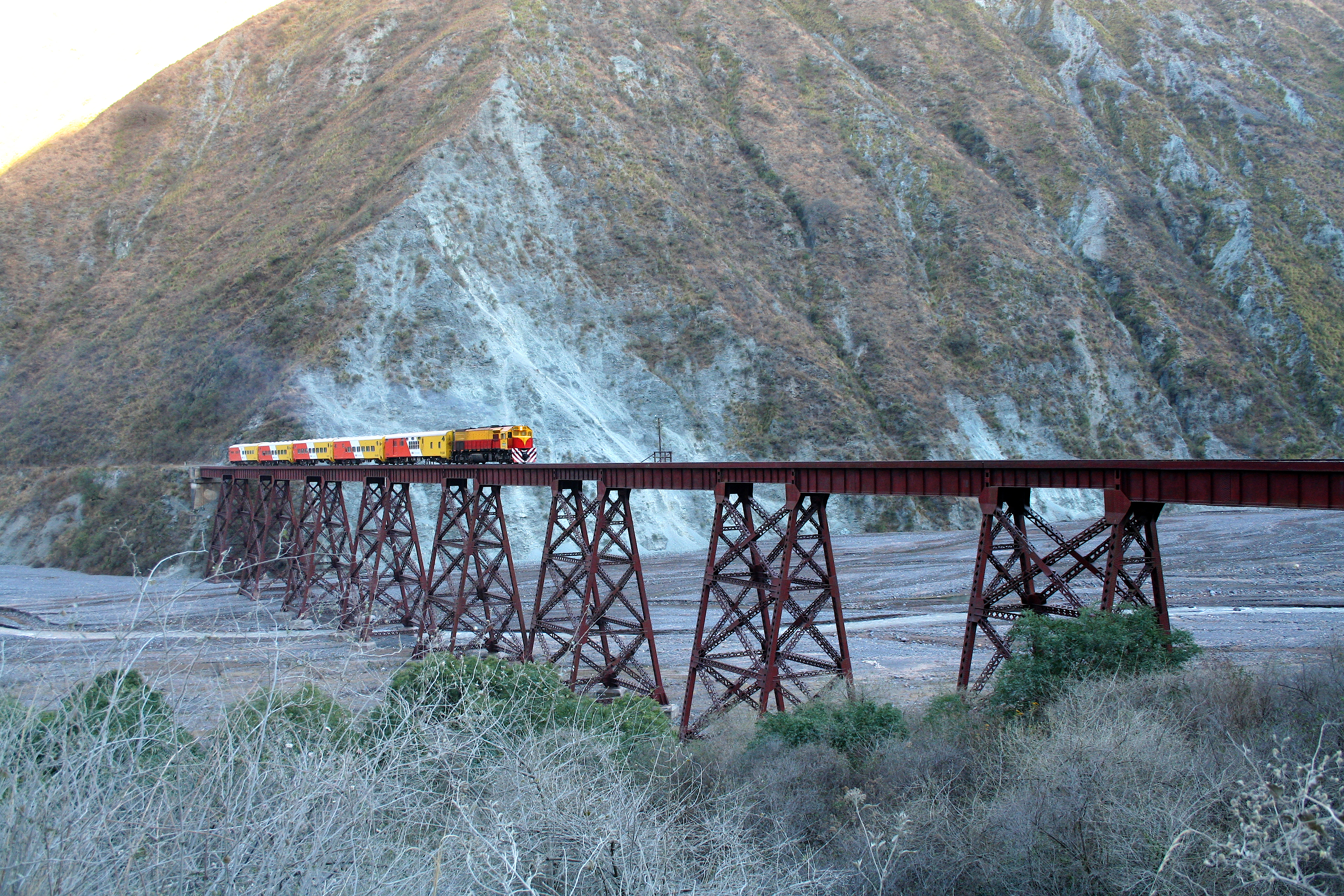
Alter Tren a las nubes auf dem Viaducto El Toro (August 2008)

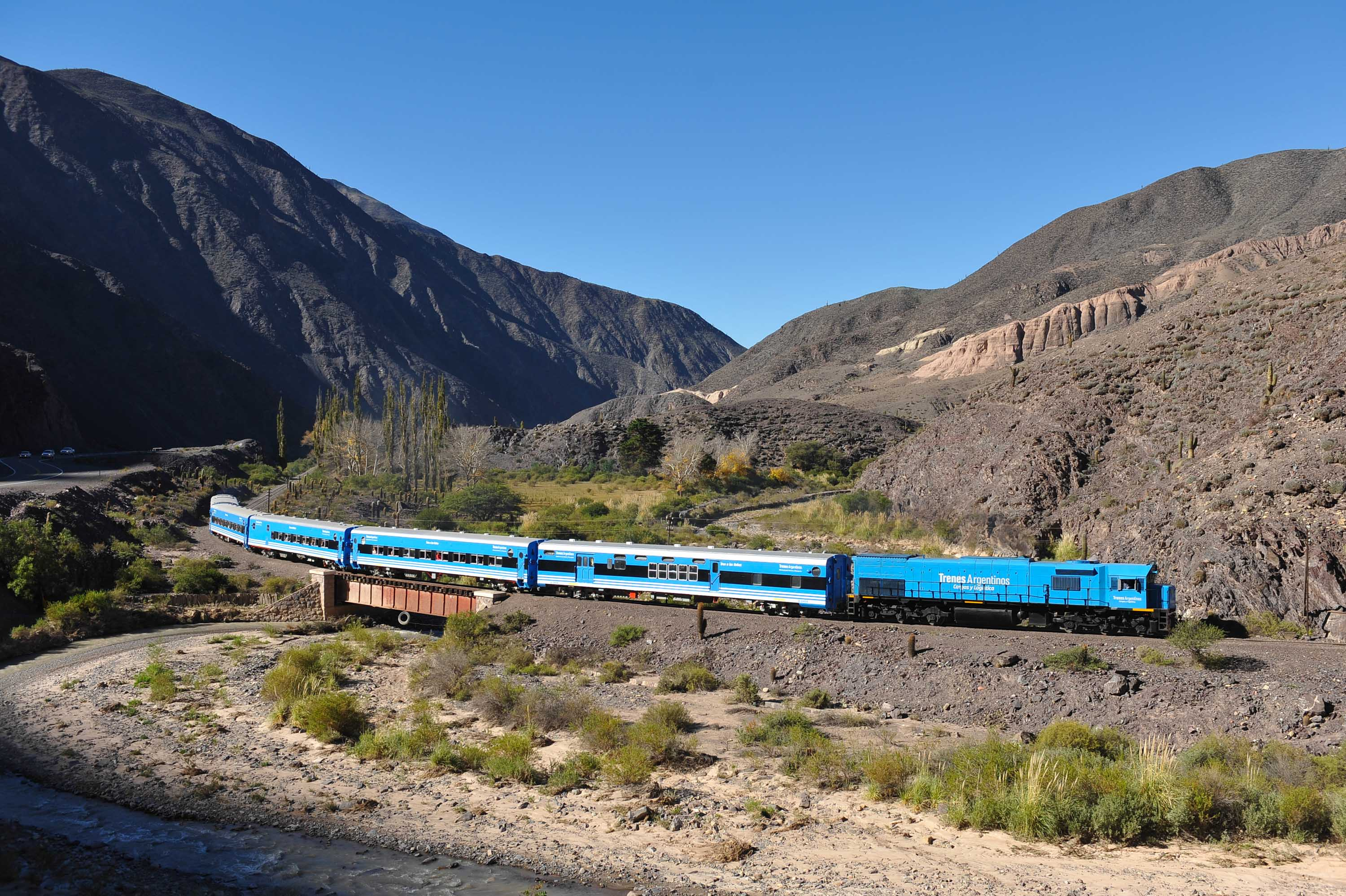
Neuer Tren a las nubes (April 2015)

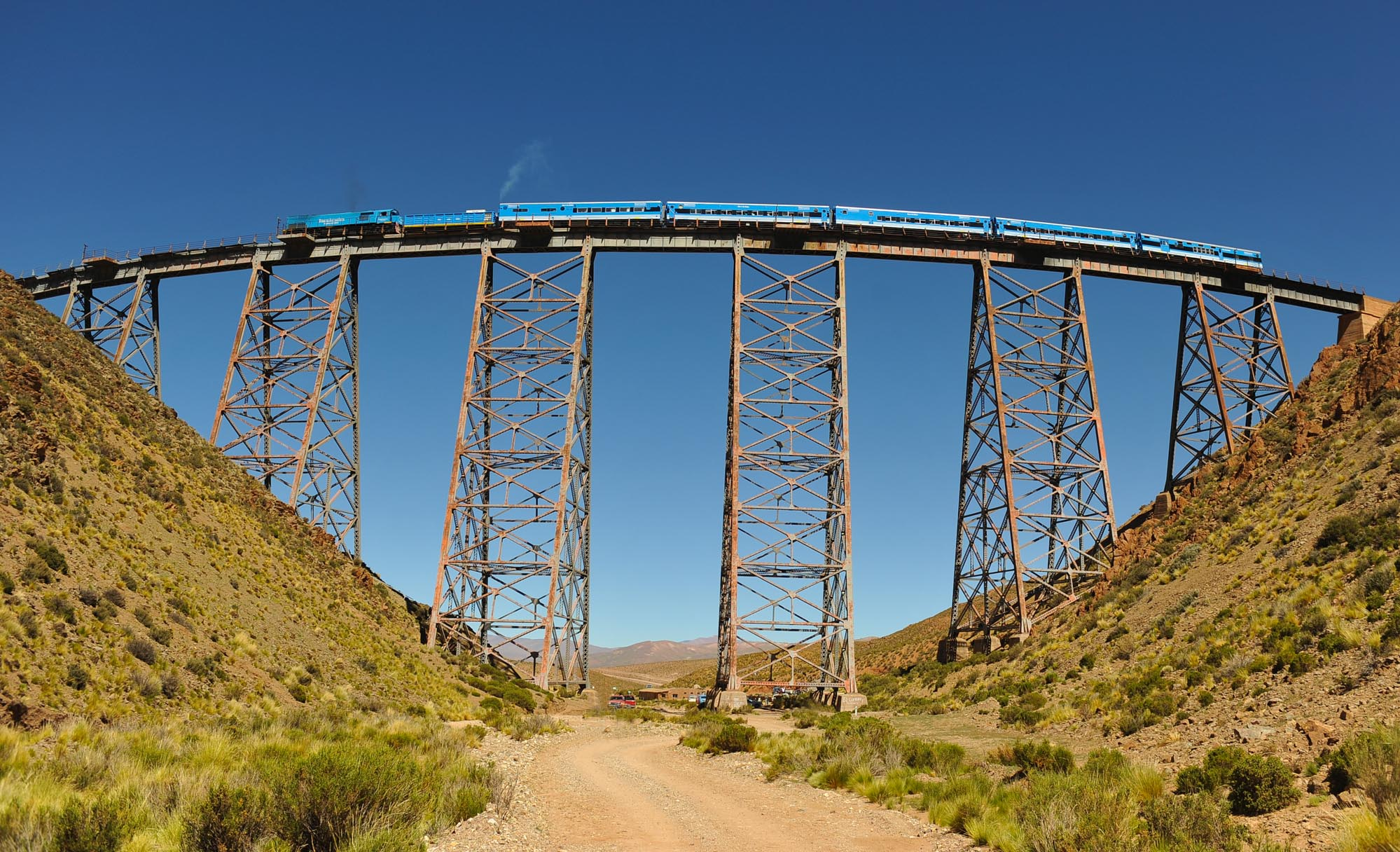
Zug auf der Brücke La Polvorilla (April 2015)

Der argentinische Teil der Strecke ist etwa 450 km lang und überquert bei Socompa (3858 m ü. NN) die Grenze zu Chile. Der chilenische Teil der Strecke ist etwa 330 km lang. Der offizielle Name des argentinischen Streckenabschnittes zwischen Cerrillos bei Salta und Socompa lautet Ramal C-14.
Die Eisenbahnverbindung wurde vom US-amerikanischen Ingenieur Ricardo Fontaine Maury geplant und gebaut. Die Strecke führt in dem vom tren a las nubes befahrenen Abschnitt 29 Brücken, 21 Tunnel, 13 Viadukte, 2 Kehrschleifen und 2 Spitzkehren. Er passiert dabei 21 Stationen.
Die Strecke führt auf argentinischer Seite durch mehrere Salzwüsten, wie Salar de Caucharí, Salar Pocitos, Salar de Arizaro. Die chilenischen Salzwüsten gehören zur Atacamawüste. Auf chilenischer Seite durchquert der Zug den Salar Punta Negra. Die Eisenbahnlinie hat in Antofagasta eine Fortsetzung bis nach Iquique. Sie wurde hauptsächlich zum Transport von Salpeter angelegt. Der einzige Abschnitt mit touristischem Personenverkehr ist das Teilstück zwischen Salta und La Polvorilla, das vom „Zug in die Wolken“ befahren wird.

## Betrieb
Die Inbetriebnahme erfolgte im Jahr 1948. Dadurch verkürzte sich die Reisezeit von Antofagasta nach Buenos Aires auf weniger als 4 Tage. 1957 war die Abfahrt in Antofagasta einmal wöchentlich donnerstags um 22:00h. Die Ankunft in Buenos Aires montags um 13:00h. Die Gegenfahrt startete dienstags um 17:00h und erreichte den Pazifik samstags um 06:40h. Die Züge waren mit Schlaf- und Speisewagen ausgestattet.   
Mitte der 1950er-Jahre wurden zwei Salon-Triebwagen von Schindler Waggon Pratteln (SWP) aus der Schweiz für den hochwertigen Reisezugdienst eingesetzt.
Bis 1981 verkehrte einmal in der Woche ein Personenzug mit Schlaf- und Sitzwagen zwischen Salta und Antofagasta. Er wurde manchmal Tren Internacional genannt, hatte aber keinen offiziellen Namen. Danach verblieb nur noch ein wöchentlicher Güterzug mit Personenbeförderung zwischen Salta und Socompa, der bis zum 10. März 1993 durch die Division General Belgrano der damaligen Ferrocarriles Argentinos betrieben wurde. Anschließend betrieb die Provinz Salta mit Beteiligung der Gemeinden an der Strecke den Zug noch für einige Jahre. Heute verkehrt wöchentlich ein Gastransportzug von Argentinien nach Chile.
Nach einer internationalen Studie  wird die Strecke zwischenzeitlich sukzessive verbessert und es nimmt in den letzten Jahren der Güterverkehr wieder leicht zu. Strategisch wird dieser von Bedeutung sein, da die Bahnstrecke einzelne große Hoffnungsgebiete für den Bergbau berührt.
Eine Besonderheit stellt der Bahnhof Socompa dar, bei dem die Staatsgrenze Argentinien/Chile ähnlich wie im Bahnhof Bayerisch Eisenstein quer durch den Bahnhof verläuft. Es gibt jeweils getrennte Bahnhofsgebäude und Bahnsteige auf beiden Seiten der Grenze.

## Regionalverkehr
Seit Anfang der 2020er Jahre verkehren wieder Regionalzüge zwischen den Stationen Campo Quijano, Salta und General Güemes. Im Fahrplan 2024 werden drei Zugpaare angeboten, wobei zwei davon nicht die Gesamtstrecke befahren und lediglich ab/bis Salta verkehren. Für die knapp 90 Kilometer lange Strecke benötigt der Zug fast drei Stunden.

## Tren a las nubes
Der Touristenzug tren a las nubes der Ferrocarriles Argentinos verkehrte seit 1972 nur bei Bedarf und seit 1985 regelmäßig im Winter (März–November) einmal in der Woche. Seit 1994 wurde er durch das Unternehmen Movitren betrieben, verkehrte ebenfalls von März bis November, etwa jede Woche einmal. Im Juli 2005 blieb ein Zug mit defekter Lokomotive und ohne Energieversorgung bei Minustemperaturen auf dem Viaducto La Polvorilla stehen. Dies führte zum Entzug der Betriebskonzession.
Im Jahr 2014 wurde beschlossen die staatliche Gesellschaft Tren a las Nubes SFTSE zu gründen, um einen Dienst nach internationalen Qualitäts- und Sicherheitsstandards auf der Strecke des Ramal C-14 zu erbringen. Die nationale Regierung stellte das Eisenbahnmaterial und das Personal für den Betrieb dieses Zuges.
Der Betrieb des tren a las nubes erfolgt mittlerweile unter der neuen Betreibergesellschaft Ecotren S.A. Zur Sicherheit der Passagiere wird der Zug von Geländewagen und einem Ambulanzfahrzeug begleitet. Für Passagiere, die an Höhenkrankheit leiden, befinden sich Sauerstoffgeräte an Bord. Es gibt eine Krankenstation mit ausgebildetem Personal an Bord. In der Regenzeit vom Anfang Dezember bis Ende März wird der Zugverkehr eingestellt.
Die Reise beginnt und endet seit einigen Jahren in der Stadt Salta im Norden Argentiniens am Bahnhof General Belgrano, allerdings per Bus. Der Zug verkehrt ab/bis San Antonio de los Cobres. Die Durchschnittsgeschwindigkeit beträgt etwa 35 km/h. Salta liegt auf 1187 m Höhe. Die Strecke ab Salta hat eine Länge von 217 km. Höhepunkt ist die Überquerung des Viaducto La Polvorilla auf 4188 m Höhe. Es überspannt eine Länge von 224 m und hat eine Höhe von 63,4 m. Etwa 1600 Tonnen Stahl wurden hier verbaut. Der höchste Punkt wird bei 4220 m Seehöhe erreicht. Von hier kehrt der Zug nach San Antonio de los Cobres auf 3774 m Höhe zurück.
Bis zu 30.000 Touristen reisen jährlich mit diesem Zug, der sich über weite Strecken in einer Höhe von 3000 bis 4000 m bewegt. An manchen Stellen ist es möglich, von der Strecke zwischen Puerta Tastil und San Antonio den 5716 m hohen Nevado de Acay mit seinen Schnee- und Eiskappen zu sehen.
Im Jahre 2009 kaufte die Betreibergesellschaft in der Schweiz bei der Zentralbahn die letzten verbliebenen Mitteleinstiegswagen mit Baujahren zwischen 1945 und 1954, um eine zweite Zuggarnitur zu bilden.